# Араухо, Мануэль Энрике
Доктор Мануэль Энрике Араухо (исп. Manuel Enrique Araujo; 12 октября 1865, Алегрия, в департаменте Усулутан, Сальвадор — 14 февраля 1913, Сан-Сальвадор, Сальвадор) — сальвадорский бизнесмен и государственный деятель, президент Сальвадора (1911—1913).

## Ранняя жизнь
Его отец был баском, а мать — португалкой. В молодости он изучал медицину в Сальвадорском университете, и после получении диплома об окончании образования в 1891 году, в возрасте 26 лет, он отправился в Европу для практики. 
Продолжив семейный бизнес, к 1910 г. был одним из крупнейших производителей кофе в стране. Занимал пост мэра Сан-Сальвадора,  в 1886 г. был избран в состав Учредительного собрания.

## Медицинская деятельность
Первым в Сальвадоре провел успешную операцию на щитовидной железе. Как врач консультировал и лечил бедных людей, не взимая с них оплату. Свою президентскую зарплату перечислял госпиталю Росалес.

## Президентство
В возрасте 45 лет стал кандидатом в президенты на выборах в ноябре 1910, и в марте 1911 г. уверенно победил при поддержке предыдущего главы государства Фернандо Фигероа, в администрации которого занимал пост вице-президента, хотя изначально Фигероа склонялся в пользу кандидатуры Франсиско Дуэнаса, который лучше отвечал интересам Соединённых Штатов Америки.
В этот период Сальвадор переживал экономический кризис. Глава государства принял решение о сокращении чиновничьего аппарата, пересмотра государственных контрактов и повышении налога на кофе, несмотря на то что сам был плантатором. Это решение вызвало недовольство у экономической элиты страны, получавшей доходы за счёт низких экспортных пошлин. При этом президент отказался от внешних кредитных заимствований. Помимо консолидации государственных финансов в это время произошло открытие железной дороги из Сан-Мигеля в Ла-Уньон и порта в Эль-Триунфо. Было принято решение о создании министерства сельского хозяйства.  Была построена медицинская школа при Университете Эль-Сальвадора и начато строительство Национального театра. В области образования учреждены правительственные стипендии для наиболее талантливых студентов, многие из которых получили возможность отправиться на стажировку в США или Европу. Ввёл компенсационные выплаты работникам промышленности, ставшими нетрудоспособными вследствие травмы на производстве. 
В феврале 1912 г. президент принял решение о создании Национальной гвардии, также была создана сельская полиция. С помощью иностранных консультантов из Испании и Чили была реформирована и переобучена сальвадорская армия, создан ее Центральный штаб. Как сторонник либеральных идей критически относился к интервенциям США в страны Латинской Америки, направил критическое письмо президенту Соединенных Штатов Уильяму Тафту по поводу его вмешательства во внутриполитические дела Никарагуа.
В ноябре 1911 г. страна отметила 100-летний юбилей движения за независимость Сальвадора, кульминацией которого стало открытие «Памятника Героям» на площади Свободы. В 1912 г. был утверждён новый флаг Сальвадора, до этого напоминавший флаг США, на вариант с символами Центральной Америки. Также был заменен государственный герб страны. 
Вместе с тем в условиях повышения мировых цен на кофе большинство жителей страны оставались в ситуации крайней бедности, на этом фоне дважды происходили попытки государственного переворота. Одновременно шли процессы ликвидации традиционных сельских общин, перетока сельского населения в города и связанной с этим маргинализацией потерявших землю крестьян. Активные протесты начинаются именно в период правления Араухо. В ответ глава государства заявил о расширении социальной поддержки беднейших слоев населения.

## Смерть и увековечение памяти
9 февраля 1913, во время концерта в Боливар-Парк в Сан-Сальвадоре (сейчас Плаза Барриос), Президент Араухо был смертельно ранен фермерами Мулатило Виргилио, Фермином Пересом и Фабианом Грацциано, атаковавшими его с мачете. Араухо умер пять дней спустя.
Тело президента бальзамировали и гроб выставили для церемонии прощания в Голубом зале Национального дворца. В торжественной церемонии приняли участие  около 15 000 человек, почти треть населения Сан-Сальвадора того времени. Политик был погребён в специально созданном в столице «Пантеоне великих людей». Мотивы убийц, которые были расстреляны после военного суда, не были известны.
В его честь была названа одна из школ, одна из главных улиц Сан-Сальвадора. В ноябре 2011 г. была осуществлена радиопостановка, посвященная убийству политика. В декабре 2012 г. в Испании вышел роман сальвадорского писателя С. Херардо Перла, посвященный этому событию.  В 100-летнюю годовщину покушения на месте преступления была установлена копия скамейки, где сидел глава государства с памятной табличкой, оригинал скамейки находится а Национальном дворце Сальвадоре.  